# Alhambra, Stockholm

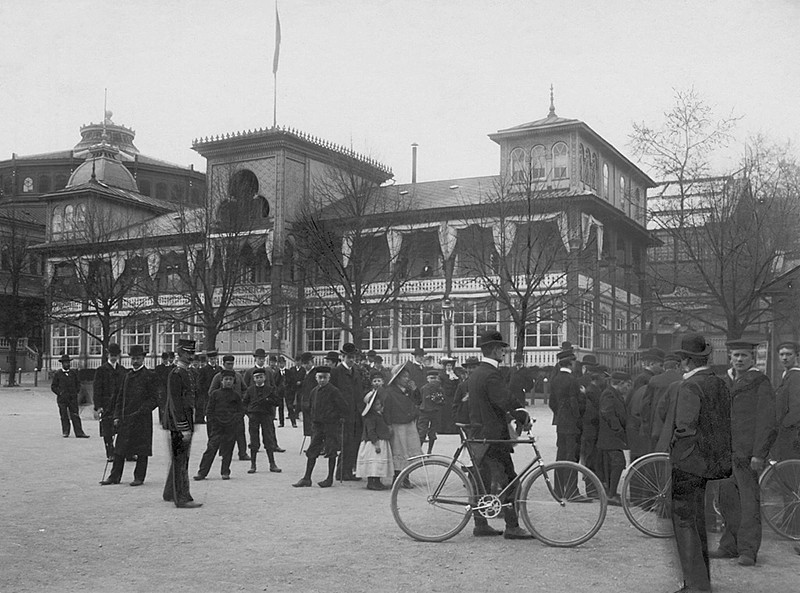
Alhambra kring sekelskiftet 1900.

Alhambra var en teater, varieté och restaurang vid Djurgårdsslätten på Djurgården i Stockholm. Byggnaden ritades av arkitekten Johan Erik Söderlund och invigdes 1868. Stället fick sitt namn efter palatset Alhambra i den andalusiska staden Granada. Alhambra brann vid flera tillfällen, senast i början av 1920-talet då det återuppfördes i ny form. Det nya Alhambra drevs som restaurang av Sara-bolaget och lades ner under slutet av 1970-talet. Sedan 1992 har Skansen sin försäljning av souvenirer i byggnaden.

## Historia

### Pohlsro

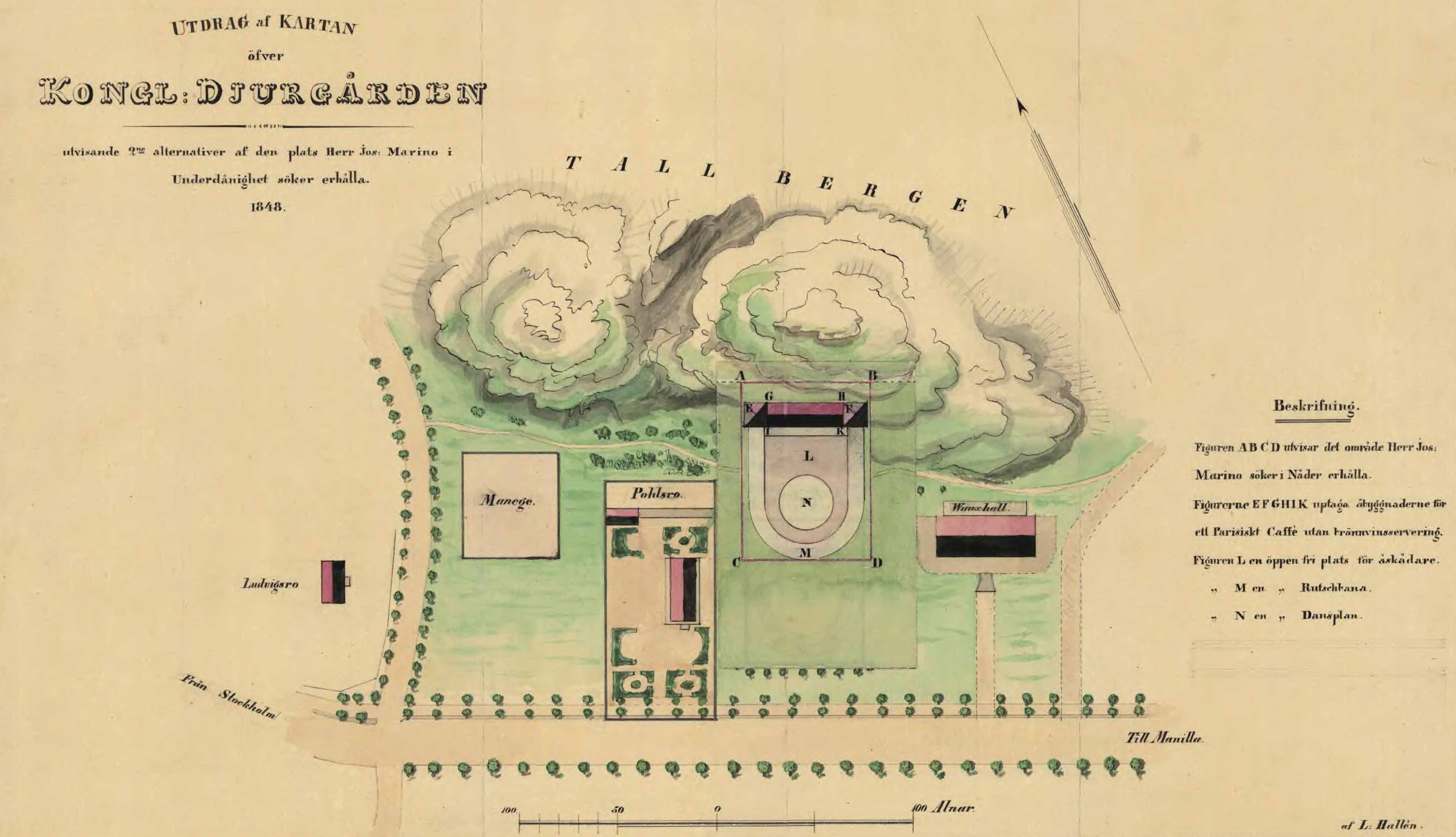
Pohlsro, Manegen och Ludvigsro 1848.

Alhambra går tillbaka till en från Tyskland invandrad konditor vid namn Johan Fredrik Pohl (död 1853) som 1810 kom med sin hustru Fanny till Stockholm. Efter några yrkesverksamma år ansökte han om att få öppna ett schweizeri på Kungliga Djurgården. Det fick han och så skapades föregångaren till Alhambra som hette efter sin ägare Pohls salong (senare Pohlsro) belägen nedanför (söder om) dagens Hasselbacken. Pohlsro växte och på 1830-talet tillkom ett boningshus i två våningar som placerades bredvid restaurangbyggnaden.
Pohlsro blev en lyckad satsning och betecknades 1832 som en av Stockholms främsta restauranger. 1836 fick Pohl även tillstånd att driva värdshusrörelse. 1838 hyrde apotekaren P.O. Almström lokalerna och planerade brunnsdrickning under namnet Carlsbader Brunnsinrättning på Pohlsro. Det blev ingen framgång och verksamheten avvecklades redan efter en säsong. År 1847 brann större delen av restaurangen ner till grunden, men återuppbyggdes strax igen. Nu vändes husets gavel mot Djurgårdsvägen. Läget för Pohlsro, Manegen (Mothanders manege) och sommarnöjet Ludvigsro (föregångare till Hasselbacken) framgår på en karta från 1848.

### Gamla Alhambra

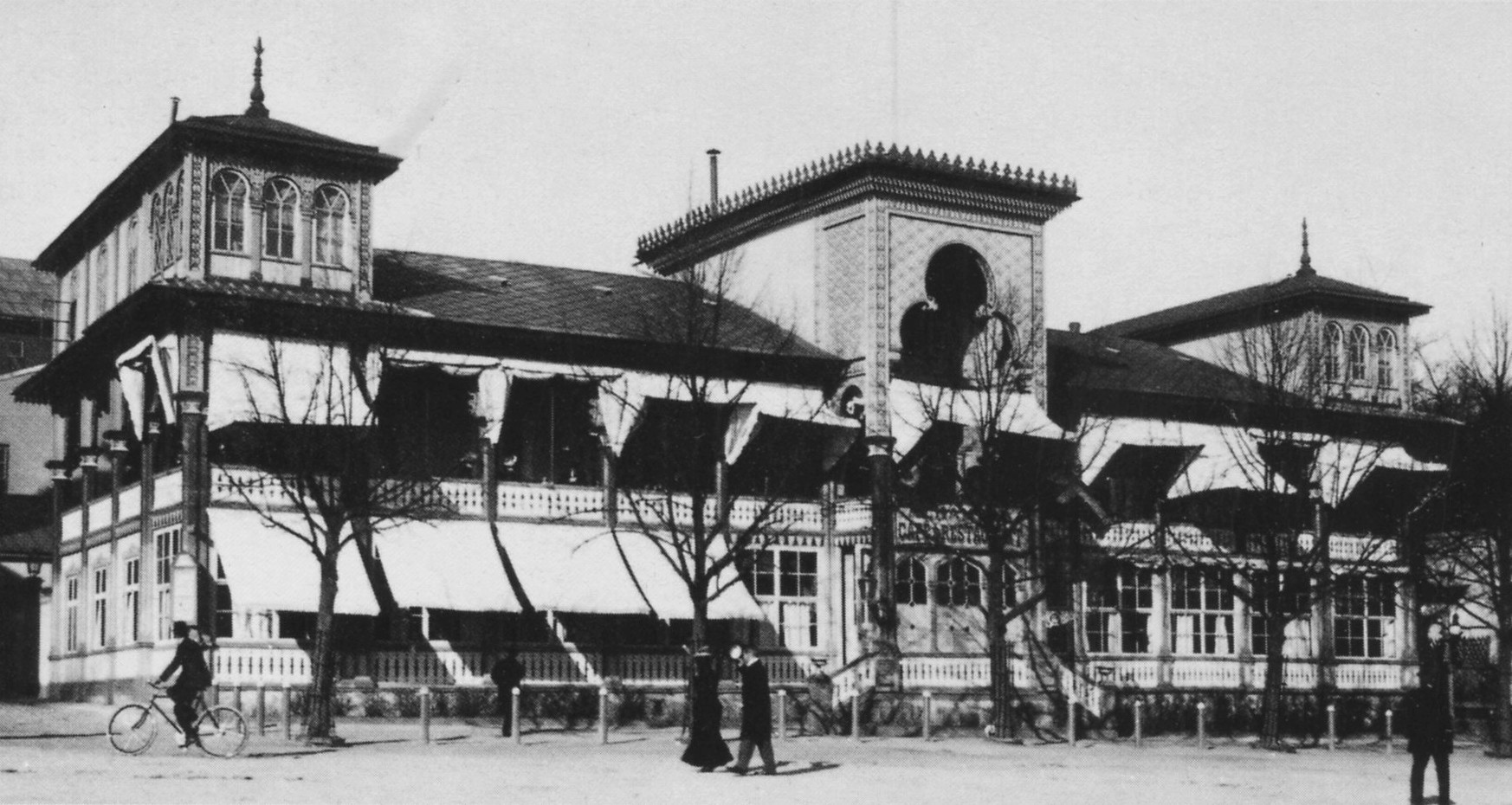
Alhambra omkring år 1900.

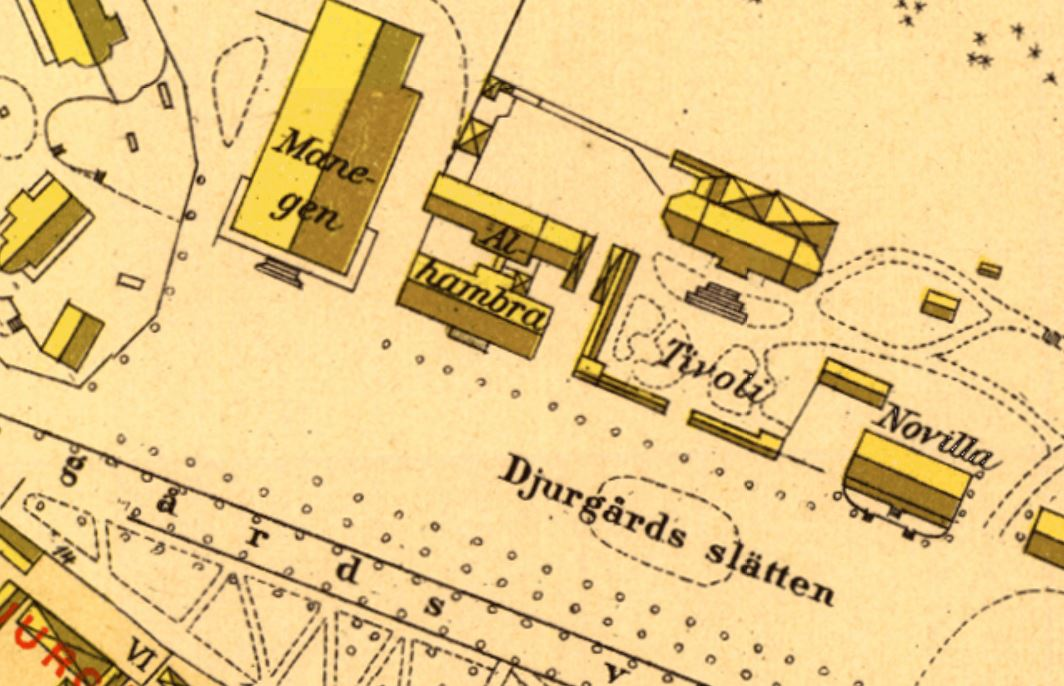
Alhambra, Manegen och Novilla, 1885.

Efter Pohl tillträdde flera nya ägare, bland dem Jean-François Régis Cadier, grundare av Hotel Rydberg och  Grand Hôtel i Stockholm. 1867 övertogs Pohlsro av köksmästaren och värdshusidgaren François Vasseur som gav stället en ordentlig ansikslyftning. Han lät flytta hela byggnaden till Djurgårdsslätten strax söder om Mothanders manege (dagens Cirkus). Huset sattes på rullar och 100 gardister från Göta livgarde drog sedan byggnaden till sitt nya ställe. Det sägs av två stamgäster satt kvar under flytten och drack punsch. 
I samband med flytten fick huset ett nytt utseende, nu i morisk stil efter ritningar av arkitekt Johan Erik Söderlund. Vasseur gav stället även sitt nya namn: Alhambra. Orientalism var på modet. Namngivningen samt arkitekturen med kupolformade fönsteröppningar, runda pelare och rik smyckade fasader inspirerades av palatset Alhambra i spanska Granada. 1868 skedde nyinvigningen med ett storslaget kalas. 1878 övertogs ledningen av källarmästare F.C. Kitzing.
Under åren 1889 till 1898 leddes Alhambra av Matilda Haberkorn. Hon arrangerade teater och varietéföreställningar och Alhambra upplevde sin glansperiod. 1899 byggdes Alhambra till med en revyteater, Alhambrateatern, som hade 305 platser och blev mycket populär. Men ”varietéukasen” från 1896, en sorts spritrestriktion som förbjöd förtäring av mat och spritdrycker i samband med varietéföreställningar, gjorde slut på Alhambrateaterns publika framgångar. 1912 var källarmästaren Svensson chef för Alhambra, och lät bygga en musikpaviljong i anslutning till restaurangen vilken kom att kallas Kalvhagen.
Efter Svenssons död 1918 övertogs anläggningen av Sara-bolaget för 400 000 kronor. Bolaget genomförde en grundlig renovering av restaurangen och lät riva Kalvhagen. Istället uppfördes en ny musikpaviljong med festvåning och bostad för källarmästaren. Samtidigt renoverades Alhambrateatern vars direktör blev teatermannen Albert Ranft på AB Albert Ranfts teatrar. Den 16 augusti 1919 invigdes Alhambra åter en gång. Vid teatern uppträdde bland andra Lars Bondeson, Carl Ericson, Stina Berg och Bertil Ehrenmark.

### Nya Alhambra

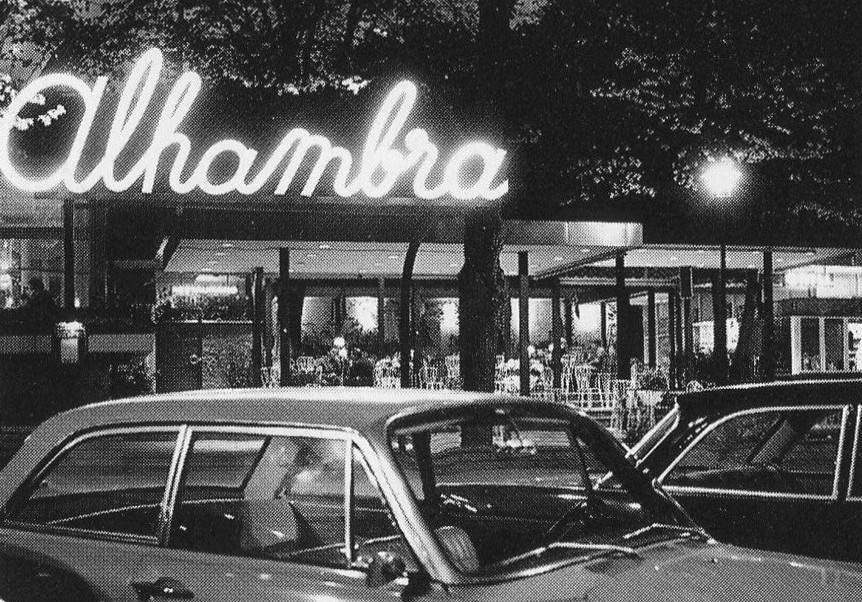
Nya Alhambra på 1960-talet.

Bara fyra år efter invigningen brann Alhambra igen. Kvar blev ruiner och 1925 revs även teatern. Samma år lät Sara-bolaget uppföra en ny restaurang på teaterns plats, direkt till vänster (norr) om Skansens huvudingång från Djurgårdsslätten. Den moriska stilen övergavs, istället blev det "funkis" efter ritningar av arkitekt Arre Essén. Under 1940-talet var Alhambras uteservering ett populärt ställe där gästerna kunde inta en vällagad måltid till diskret musik. 
År 1961 förvandlades Alhambra av Sara-bolaget till en modern förstaklassrestaurang med grillbar och självservering för 110 gäster. Över entrén lyste alhambra med neonbokstäver och i skrivstil. Verandan byggdes om så att den kunde nyttjas även på vintern. Man anlade även en guldfiskdamm med guldfiskar som dock åts upp av fiskmåsar samma dag de sattes ut. 
År 1977 såldes Alhambra av Sara-bolagen på grund av bristande lönsamhet, och den forna glansen falnade. I början av 1980-talet avvecklades Alhambra och lokalerna stod oanvända en tid. Det fanns planer på att förvandla restaurangbyggnaden till akvarium i Skansens regi, som dock inte godkändes av Djurgårdsförvaltningen. Förvaltningen ville ha ett näringsställe vid Skansens entré och hyrde ut till källarmästaren Annar Waaler från Norge. 
Waalers tid blev kort, redan 1989 bytte Skansen till sig huset och öppnade där 1992 sin butik för försäljning av souvenirer. Idag påminner förutom byggnaden en innergård, en damm och en rad lindar framför huset om Alhambra. Byggnaden är grönklassad av Stadsmuseet i Stockholm vilket innebär att det kulturhistoriska värdet anses vara särskilt högt från historisk, kulturhistorisk, miljömässig eller konstnärlig synpunkt.

## Uppsättningar på Alhambrateatern
| År   | Produktion                                | Upphovsmän                                                            | Regi         | Noter |
| ---- | ----------------------------------------- | --------------------------------------------------------------------- | ------------ | --- |
| 1876 | Sufflörens recett                         |                                                                       |              | |
| 1905 | Faust                                     | Harald Leipziger                                                      |              | |
| 1906 | En radikalkur                             |                                                                       |              | |
| 1906 | Skomakar-Kalle                            |                                                                       |              | |
| 1906 | Den stora strejken                        | Emil Norlander                                                        |              | |
| 1906 | Faust, revy                               |                                                                       |              | |
| 1907 | Karneval Blomkronan                       | Gissa Hvem Pseudonym för Thorgny Wallbeck-Hallgren och Birger Sjöberg |              | Premiär 9 september 1907 Scenografi Carl Grabow 26 föreställningar                                                 |
| 1910 | Karlsonskan på Söder                      | Harald Leipziger och Carl Uby                                         |              | |
| 1918 | Sonja, eller Ola Bengtssons äventyr, revy |                                                                       |              | Premiär 1 januari 1918 Frida Falk 87 föreställningar                                                               |
| 1918 | Resan till Kannibalien                    | Ernst Brauckmann                                                      | Alfred Bratt | Premiär 27 mars 1918 Frida Falk Dekor Carl Grabow 50 föreställningar                                               |
| 1918 | Sköngrens sommarpippi, revy               |                                                                       |              | Premiär 20 maj 1918 55 föreställningar                                                                             |
| 1918 | Den sköna allena, revy                    | Malle                                                                 | Alfred Bratt | Premiär 27 juli 1918 Frida Falk, Harald Andersson 63 föreställningar                                               |
| 1918 | Snål-Jonas                                | Ernst Brauckmann                                                      |              | Premiär 28 september 1918 42 föreställningar                                                                       |
| 1918 | Villervalla                               | Ernst Brauckmann                                                      | Alfred Bratt | Premiär 9 november 1918 26 föreställningar                                                                         |
| 1918 | Kristidsflugor, revy                      |                                                                       |              | Premiär 5 december 1918 26 föreställningar                                                                         |
| 1922 | Älskarinnan L’Amant de coeur              | Louis Verneuil Översättning Ernst Lundquist                           | Olle Broberg | Premiär 1 augusti 1922 Vera Nordling, William Larsson, Olle Broberg 49 föreställningar Flyttad till Centralteatern |

### Fotnoter
1. ↑  Stadsmuseets interaktiva karta för kulturmärkning av byggnader i Stockholm.
2. ↑  ”Teaterannons”. Dagens Nyheter:  s. 3. 28 april 1876. http://arkivet.dn.se/arkivet/tidning/1876-04-28/3449/3. Läst 12 augusti 2015.
3. ↑  ”Teater, konst, litteratur”. Dagens Nyheter:  s. 2. 30 juni 1905. http://arkivet.dn.se/arkivet/tidning/1906-06-30/12999A/2. Läst 28 december 2015.
4. 1 2 3  ”Teater, konst, litteratur”. Dagens Nyheter:  s. 3. 29 juni 1906. http://arkivet.dn.se/arkivet/tidning/1906-06-29/12998A/3. Läst 7 augusti 2015.
5. ↑  ”Norlander på Alhambra”. Dagens Nyheter:  s. 3. 16 september 1906. http://arkivet.dn.se/arkivet/tidning/1906-09-16/13077A/3. Läst 28 december 2015.
6. ↑  Svedjedal, Johan (2012). Skrivaredans. Wahlström & Widstrand. Libris 7282723. ISBN 91-46-17378-1
7. ↑  ”Teater, konst, litteratur”. Dagens Nyheter:  s. 7. 25 april 1910. http://arkivet.dn.se/arkivet/tidning/1910-04-25/14357/7. Läst 8 augusti 2015.
8. ↑  X (2 augusti 1922). ”'Älskarinnan' på Alhambra”. Dagens Nyheter:  s. 4. https://arkivet.dn.se/tidning/1922-08-02/11161-204/4. Läst 2 augusti 2025.
9. ↑  Märta Lindqvist (2 augusti 1922). ”'Älskarinnan' på Alhambrateatern”. Svenska Dagbladet:  s. 8. https://tidningar.kb.se/n603v2b01pkkfjb/part/1/page/8. Läst 3 augusti 2025.
10. ↑  Eva (3 augusti 1922). ”Konst och Teater: Älskarinnan”. Arbetaren:  s. 5. https://tidningar.kb.se/q4fsltvlnrpb59th/part/1/page/5. Läst 3 augusti 2025.